# Catharine Beecher

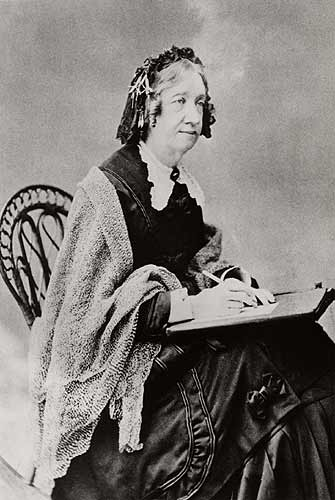
Catharine Esther Beecher

Catharine Esther Beecher (* 6. September 1800 in East Hampton, Long Island, New York; † 12. Mai 1878 in Elmira, New York) war eine US-amerikanische Pädagogin, Schulgründerin und Schriftstellerin, die sich für eine breit gefächerte Bildung von Mädchen und Frauen und gegen die Sklaverei einsetzte.

## Leben
Catharine Beecher war die älteste Tochter des presbyterianischen Predigers Lyman Beecher und seiner ersten Frau Roxana Foote. Sie hatte zwölf Geschwister und Halbgeschwister. Einer ihrer Brüder war der bekannte Prediger Henry Ward Beecher und eine ihrer Schwestern war die Schriftstellerin Harriet Beecher Stowe, die Onkel Toms Hütte schrieb.
1809 zog die Familie nach Litchfield in Connecticut, wo der Vater eine neue Pfarrstelle angenommen hatte und sie die Sarah Pierce’s Academy for Young Women besuchte, die auch unter dem Namen Litchfield Female Academy bekannt wurde. Unabhängig davon lernte sie zusätzlich Lateinisch, Philosophie und Mathematik. Als sie 16 Jahre alt war, starb ihre Mutter an Tuberkulose, und so musste sie den Familienhaushalt führen und Mutterersatz spielen. In ihren Jugendjahren schrieb sie Gedichte unter der Abkürzung C.D.D. und konnte sie in der Zeitschrift Christian Spectator veröffentlichen. Mit 21 Jahren wurde sie Lehrerin, und ein Jahr später wurde sie von ihrem Verlobten Alexander Fisher, einem Professor der Yale University, angestellt, jedoch fühlte sie sich nicht wohl in dieser Doppelrolle; und er starb noch im gleichen Jahr bei einem Schiffsunglück vor Irland.
1823 half sie mit, eine höhere Töchterschule in Hartford zu gründen, die später zum Hartford Female Seminary wurde. Bis 1832 leitete sie diese Schule und bemühte sich, nicht nur die üblichen Fächter wie Benehmen, Literatur und Sprachen, sondern eine breitere Fächerpalette als bisher anzubieten. Dazu gehörten Latein, Rhetorik, Algebra, Logik, Naturphilosophie und Gymnastik, zudem war ihr wichtig, einen religiösen Schwerpunkt zu setzen. Zwischendurch konnte sie auch Mary Lyon und Zilpah Grant als Lehrerinnen gewinnen. Aber es war damals schwierig, für eine Frauenschule die finanziellen Mittel aufzutreiben, und sie erlitt auch wegen Spannungen und Überlastung einen Nervenzusammenbruch.
1832 folgte Beecher ihrem Vater nach Cincinnati in Ohio, und sie eröffnete das Western Female Institute, das wegen ihrer angeschlagenen Gesundheit und aus finanziellen Gründen nach nur fünf Jahren wieder schließen musste. Danach arbeitete sie bei McGuffey Readers, die Leselernbücher für Grundschüler herausgaben. Sie gehörte 1847 bis 1848 dem Vorstand des National Popular Education, einer privaten Organisation mit Sitz in Cleveland in Ohio, an. 1852 gründete sie die American Woman’s Educational Association, um Lehrer für den Westen der USA zu gewinnen. Bereits zuvor und auch danach war sie vorwiegend schriftstellerisch tätig, wobei viele ihrer Bücher auf eine gute Bildung, Haushaltsführung und Einflussnahme der Frauen ausgerichtet waren. Obwohl sie von der Gleichberechtigung von Mann und Frau überzeugt war, hielt sie im Gegensatz zu ihrer Halbschwester Isabella Beecher Hooker noch weitgehend am damals gültigen traditionellen Rollenverständnis in Familie und Gesellschaft fest.
Die letzten Lebensjahre verbrachte sie wieder in Neuengland, wo sie bei verschiedenen Verwandten wohnte und teilweise auch noch Schulunterricht erteilte. Denn es war damals unüblich, dass eine unverheiratete Frau eine eigene Wohnung gehabt hätte. Ihre psychische Gesundheit blieb jedoch angeschlagen, und sie musste deswegen mehrmals in eine Nervenheilanstalt eingewiesen werden. Im Alter von 77 Jahren starb sie 1878 bei ihrem Bruder Thomas in Elmira im Norden des Bundesstaates New York an einer Apoplexie.

## Werke (Auswahl)
- Suggestions Respecting Improvements in Education, 1829.[6]
- Arithmetic, 1830.[6]
- Letters on difficulties in religion, 1836.[6]
- Slavery and Abolition with Reference to the Duty of American Females, 1837.
- The Moral Instructor for Schools and Families: Containing Lessons on the Duties of Life, 1838.[6]
- A Treatise on Domestic Economy, For the Use of Young Ladies at Home, and at School, 1841 bis 1843.
- Domestic economy for young ladies.[6]
- The Duty of American Women to Their Country, 1845.
- Miss Beecher’s Domestic Receipt Book: Designed as a Supplement to her Treatise on Domestic Economy, 1846 und 1856
- Truth stranger than fiction, 1850.[6]
- The true remedy for the wrongs of woman, 1851.[6]
- Letters to the people on health and happiness.[6]
- Domestic receipt book.[6]
- Physiology and calisthenics for the use of schools and families, 1856.[6]
- mit Harriet Beecher Stowe: The American Woman's Home: Or, Principles Of Domestic Science; Being A Guide To The Formation and Maintenance of Economical, Healthful, Beautiful, and Christian Homes, 1869.
- An Address on Female Suffrage, 1870.
- The True Remedy for the Wrongs of Women and Woman Suffrage and Woman’s Profession, 1871.
- Educational Reminiscences and Suggestions, 1874.
- Common sense applied to religion.
- Duty of American women to their country.
- Housekepers' receipt-book.